# Земля Святого Брендана

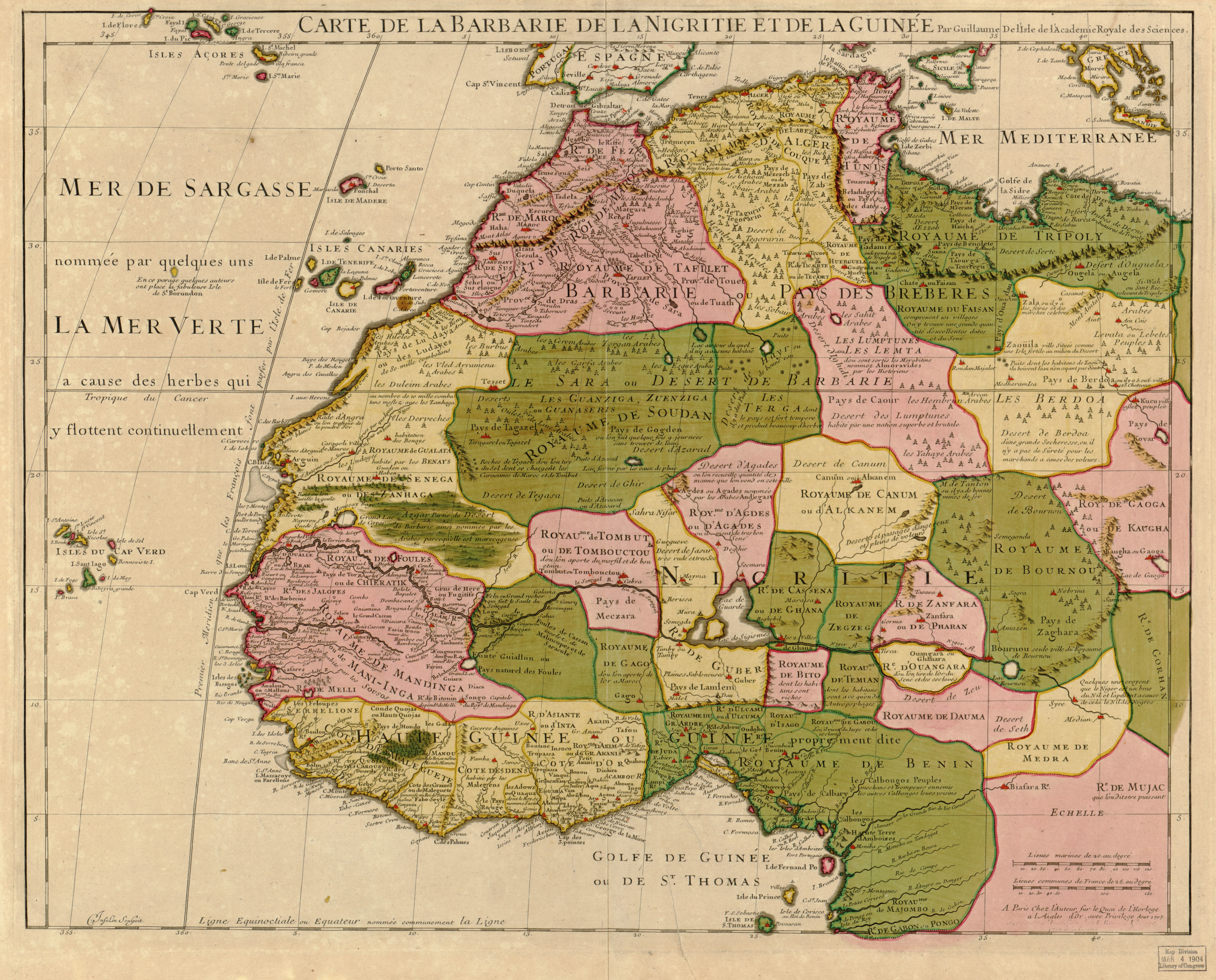
Карта северо-восточной Африки 1707 года, на которой к западу от Канарских островов показан остров Сан-Борондон.

Земля святого Брендана, остров святого Брендана — гипотетическая земля в Атлантическом океане, скалистый остров, описанный многими путешественниками в Средние века. Наиболее известен по «Путешествию Святого Брендана Мореплавателя», в котором описывается плавание католического монаха святого Брендана из Ирландии на запад по Атлантическому океану. Часто считалось, что земля святого Брандана — не существующий в реальности восьмой остров Канарского архипелага. Отождествлялась также с островом Блаженных и воплощением земного Рая.
Упоминания земли святого Брендана известны с IX века. Тем самым после открытия Америки Колумбом делались попытки отождествить землю святого Брендана с Америкой и приписать святому Брендану честь её открытия.
В 1976 году ирландский путешественник Тим Северин предпринял плавание на большой лодке с обшивкой из кожи под парусом (куррах) из Ирландии в Ньюфаундленд, чтобы доказать теоретическую возможность такого путешествия. Впрочем, он не обнаружил земли святого Брендана.

### Средние века

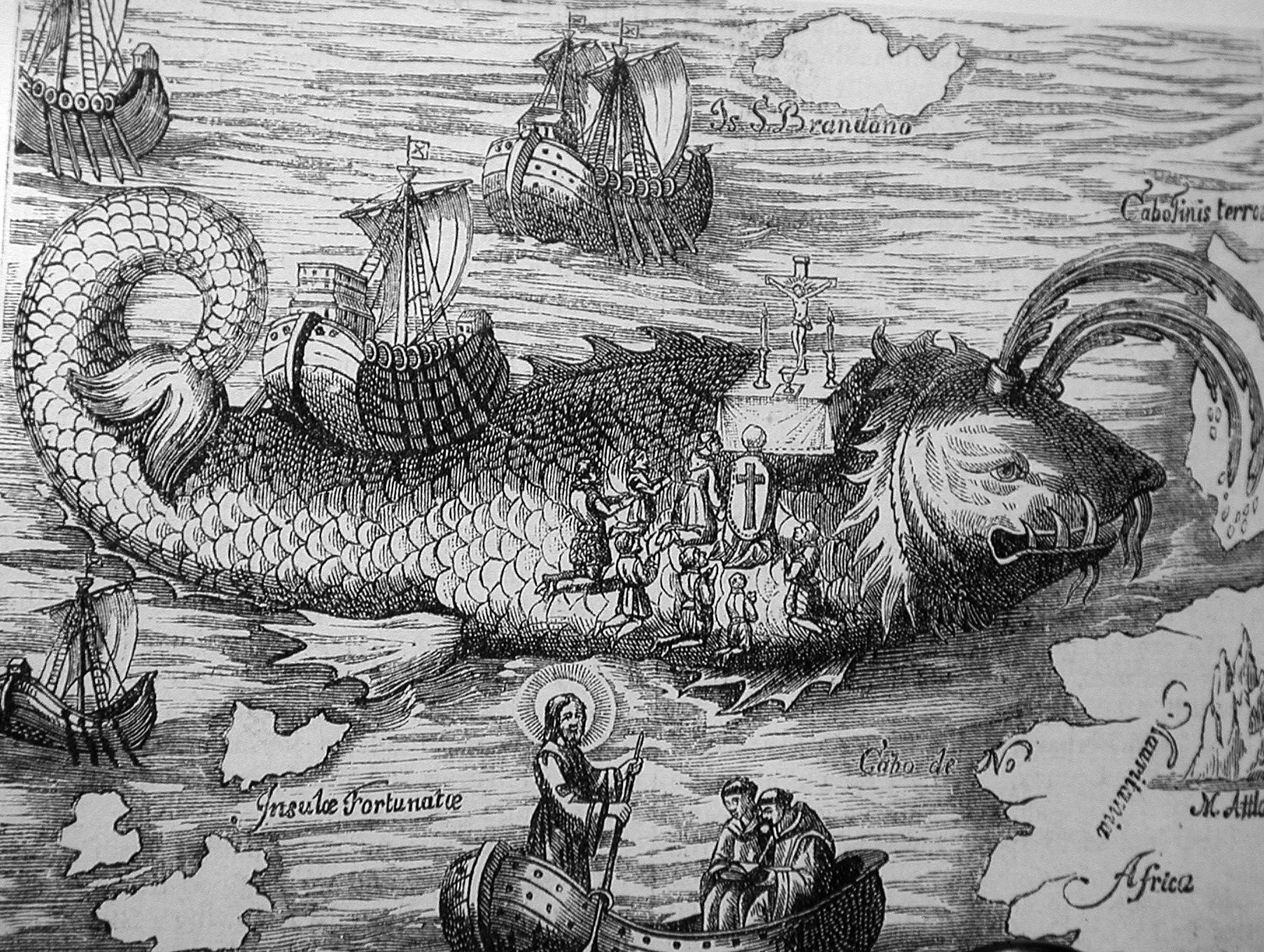
Земля святого Брендана